# صندوق سرمایه‌گذاری مشترک
صندوق‌های سرمایه‌گذاری مشترک (به انگلیسی: Mutual Funds) گونه‌ای نهاد مالی است که وجوه دریافتی از سرمایه‌گذاران را در یک مجموعه اوراق بهادار سرمایه‌گذاری می‌کنند و هر سرمایه‌گذار به نسبت سهم خود در مجموعه، از سود یا ضررهای حاصل از این سرمایه‌گذاری سهم می‌برد.
صندوق سرمایه‌گذاری مشترک وجوه را از دست عامه مردم جمع‌آوری می‌کند و پرتفوی اوراق بهادار تشکیل داده و از طریق همین نیروهای متخصص خود به مدیریت
اوراق بهادار موجود در سبد سرمایه‌گذاری می‌پردازد.
عمده عملکرد صندوق‌های سرمایه‌گذاری بستگی به عملکرد اوراق بهادار و سایر دارایی‌هایی دارد که صندوق‌ها در آن‌ها سرمایه‌گذاری کرده‌است.
صندوق‌های سرمایه‌گذاری مشترک ابزاری برای سرمایه‌گذاران ریسک‌گریز و بدون تخصص است و این صندوق‌ها معمولاً مدیرانی کارآزموده دارند که تنوع‌بخشی صحیح سبد اوراق بهادار را برای سرمایه‌گذاران خود انجام می‌دهند. با توجه به امکان و اجبار بازخرید سهام توسط صندوق، سهامداران در هر لحظه قادرند سهام خود را به فروش برسانند.
هر صندوق سرمایه‌گذاری مشترک می‌بایستی اساسنامه و امیدنامه (چشم‌انداز) صندوق شامل اهداف و اشکال سرمایه‌گذاری، هزینه‌ها، نحوه فروش و بازخرید سهام صندوق و سایر موارد را به سرمایه‌گذاران بالقوه و عموم ارائه نماید.
دو عامل بزرگ، موفقیت سرمایه‌گذاری در بازارهای مختلف را به ۱۰۰٪ نزدیک می‌کند.
1. سرمایه کلان
2. دانش و تخصص

همین دو عامل فلسفه به وجود آمدن موسسات مالی و اعتباری به نام میوچال فاند (به انگلیسی: Mutual Funds) در سراسر دنیا شدند. در معنی لغوی Fund به معنی سرمایه و Mutual به معنای دوجانبه است.
این موسسات عملکردی شبیه به بانکها دارند. سرمایه‌های خرد را از سراسر دنیا جمع‌آوری می‌کنند و در رشته‌های تخصصی خود سرمایه‌گذاری می‌کنند، که این سرمایه‌گذاری معمولاً منجر به سود می‌شود، که بخشی از این سود به شرکت و بخش دیگری به سرمایه‌گذار تعلق می‌گیرد.
صندوق سرمایه‌گذاری مشترک در اواسط دهه ۱۹۲۰ در کشور آمریکا رواج پیدا کرد و از آن‌جا در بقیه جهان رایج شد.
در ایران صندوقهای سرمایه‌گذاری از سال ۱۳۸۷ تأسیس شده‌اند. سازمان صادرکننده مجوز تأسیس صندوق سرمایه‌گذاری مشترک، سازمان بورس و اوراق بهادار می‌باشد. سه رکن اصلی هر صندوق سرمایه‌گذاری در ایران عبارت است از: مدیر صندوق، متولی و ضامن. با توجه به اعتبار بالای این شرکت‌ها و همچنین نظارت دقیق سازمان بورس بر این شرکت‌ها، ریسک نکول پول سرمایه‌گذاران در صندوق‌های سرمایه‌گذاری مشترک تقریباً به صفر رسیده‌است.

## مزایای سرمایه‌گذاری در صندوق‌های سرمایه‌گذاری مشترک

### متنوع بودن سبد سرمایه‌گذاری
صندوق‌های سرمایه‌گذاری مشترک به‌طور کلی با سرمایه‌گذاری در اوراق بهادر، سپرده‌های بانک، سهام و اوراق مشارکت سبد متنوعی برای سرمایه‌گذاران ایجاد می‌نماید، در واقع تمام تخم مرغ‌های تان را در یک سبد قرار نمی‌دهند. این تنوع سازی کمک می‌کند که ریسک سرمایه‌گذاری به شدت کاهش یابد. شاید تصور کنید ایجاد سبد برای یک سرمایه‌گذار خرد کار اشتباهی باشد اما فراموش نکنید صندوق‌های سرمایه‌گذاری تجمیع سرمایه‌های خرد سرمایه‌گذاران بوده و موجودی آن به بیش از صدها میلیارد خواهد رسید؛ بنابراین سرمایه‌گذاری در یک دارایی کار بسیار اشتباهی خواهد بود.

### نظارت و شفافیت اطلاعاتی
سازمان بورس و اوراق بهادر، متولی صندوق و حسابرس به‌طور مستمر در بازه‌های زمانی مشخص بر عملکرد هر یک از صندوق‌های مالی نظارت دارند. هرگونه فعالیت این صندوق‌ها شفاف سازی شده و در اختیار عموم قرار می‌گیرند.

### نقد شوندگی بالا
جذاب‌ترین مزیت این صندوق‌ها قدرت نقد شوندگی بالای آن‌ها است. این امکان را به شما می‌دهد در هر لحظه برای فروش واحدهای سرمایه‌گذاری خود به هیچ مشکلی مواجه نشوید و به سرعت پول خود را نقد نمایید. وظیفه نقد کردن دارایی‌ها توسط ضامن نقد شوندگی صندوق‌ها انجام می‌شود و هر زمان که شما تصیمیم به نقد دارایی‌های خود نمودید، ضامن نقد شوندگی این کار را انجام خواهد داد.

### صرفه جویی در زمان و هزینه
با توجه به این که در صندوق‌های سرمایه‌گذاری در حجم بالایی معاملات سرمایه‌گذاری انجام می‌شود، هزینه‌های سرمایه‌گذار به مقدار قابل توجهی صرفه جویی می‌شود و از طرفی این صندوق‌ها برای افرادی که اطلاعات کافی در مورد سرمایه‌گذاری ندارند موجب صرفه جویی در زمان خواهد بود.

## انواع صندوق‌های سرمایه‌گذاری
به‌طور کلی مهم‌ترین صندوق‌های سرمایه‌گذاری به دسته‌های زیر تقسیم‌بندی می‌شوند:
```
صندوق‌های سرمایه‌گذاری با درآمد ثابت:
 این صندوق‌ها بیشتر در اوراق مشارکت، سپرده‌های بانکی و سایر اوراق بهادر با درآمد ثابت سرمایه‌گذاری می‌کنند و مابقی در سهام سرمایه‌گذاری می‌شود.
```

```
صندوق‌های سرمایه‌گذاری در سهام:
 حدود ۷۰ تا ۹۰ درصد وزن سبد این صندوق‌ها مربوط به سرمایه‌گذاری در سهام است. ۱۰ تا ۳۰ درصد باقی مانده شامل سرمایه‌گذاری در اوراق بهادر، اوراق مشارکت و سپرده‌های بانکی است.
```

```
صندوق‌های سرمایه‌گذاری مختلط:
 این نوع صندوق‌ها ترکیبی از صندوق‌های سرمایه‌گذاری با درآمد ثابت و سرمایه‌گذاری در سهام هستند.
```

•صندوق‌های سرمایه‌گذاری قابل معامله در بورس (ETF): سهام این نوع صندوق‌ها، برخلاف صندوق‌های سرمایه‌گذاری مشترک، مانند سایر سهام‌ها در بورس داد و ستد می‌شوند.
•صندوق‌های صدور و ابطالی 
صندوق‌های صدور و ابطالی یکی از انواع صندوق‌ های سرمایه‌ گذاری هستند که در آنها سرمایه‌گذاران می‌توانند با صدور (خرید) و ابطال (فروش) واحدهای صندوق، در سود و زیان دارایی‌های آن شریک شوند. در این صندوق‌ها، سرمایه‌گذار می‌تواند هر زمانی که بخواهد، اقدام به صدور یا ابطال واحدهای خود کند و با توجه به ارزش خالص دارایی‌های صندوق (NAV) در روز معامله، ارزش سرمایه خود را به‌روزرسانی کند. 
در صندوق‌های صدور و ابطالی، صدور به معنای خرید واحدهای جدید از صندوق است و سرمایه‌ای که وارد صندوق می‌شود، در دارایی‌های مختلف مانند سهام، اوراق قرضه، یا سایر دارایی‌ها سرمایه‌گذاری می‌شود. از سوی دیگر، ابطال به معنای فروش واحدها و خروج از صندوق است که با محاسبه ارزش روزانه واحدها صورت می‌گیرد.